# Нижня Тайменка
Нижня Та́йменка (рос. Нижняя Тайменка) — присілок у складі Яшкинського округу Кемеровської області, Росія.

## Населення
Населення — 96 осіб (2010; 89 у 2002).
Національний склад (станом на 2002 рік):
- росіяни — 89 %